# Сен-Жюст-де-Кле
Сен-Жюст-де-Кле (фр. Saint-Just-de-Claix) — коммуна во Франции, находится в регионе Рона — Альпы. Департамент коммуны — Изер. Входит в состав кантона Сюд-Грезиводан. Округ коммуны — Гренобль.
Код INSEE коммуны — 38409. Население коммуны на 2012 год составляло 1230 человек. Населённый пункт находится на высоте от 160 до 320 метров над уровнем моря. Муниципалитет расположен на расстоянии около 480 км юго-восточнее Парижа, 85 км юго-восточнее Лиона, 37 км западнее Гренобля. Мэр коммуны — Жоель О'Батон, мандат действует на протяжении 2014—2020 гг.

## Население
Динамика населения (INSEE):